# Hladový strom
Hladový strom (anglicky Hungry Tree) je platan javorolistý, který roste v irském hlavním městě Dublinu.  Nachází se v parku obklopujícím sídlo právnického sdružení King's Inns na Constitution Hill severozápadně od centra města. Areál je přístupný veřejnosti denně od 7:00 do 19:30.
Platan je vysoký 21 metrů a má obvod tři a půl metru. Jeho stáří se odhaduje na osmdesát až sto dvacet let. V té době se v Dublinu platany javorolisté vysazovaly ve velkém pro svůj rychlý růst a odolnost vůči městským exhalacím.
Už v době zasazení stromu stála u cesty parková lavička z litiny. Jak se platan rozrůstal, postupně jeho kmen obrostl opěradlo a naklonil lavičku dozadu, což budí dojem, jako by ji strom pohlcoval. Pro svoji neobvyklost je spojení stromu s lavičkou oblíbeným cílem turistů a fotografů.
Organizace Tree Council of Ireland ho vyhlásila památným stromem. Dublinský radní za Stranu zelených Ciarán Cuffe pro Hladový strom požaduje zákonnou ochranu, která by zabránila jeho pokácení. Robert Ballagh se o místě zmiňuje ve své knize Dublin.